# Leppävirta
Leppävirta is een gemeente in de Finse provincie Oost-Finland en in de Finse regio Noord-Savo. De gemeente heeft een landoppervlakte van 1.135,99 km² en telt 9.177 inwoners (2022).

## Geboren in Leppävirta
- Jorma Hynninen, bariton